# Robert Janjiš
Robert Janjiš (* 3. Dezember 1994 in Zagreb) ist ein kroatischer Fußballspieler.

## Karriere
Janjiš stammt aus dem Nachwuchsbereich des Hauptstadtklubs NK Croatia Sesvete, für den er es unter anderem 2010/11 auf 26 Einsätze in der U-17-Liga gebracht hatte. Bereits in der nachfolgenden Spielzeit war er Stammspieler in der U-19-Mannschaft, in der er in der Liga 28 Mal eingesetzt wurde und drei Tore beisteuerte. Im Sommer 2012 wechselte in die Jugend von Lokomotiva Zagreb und brachte es für die U-19-Mannschaft als Stammkraft in der Defensive zu weiteren 28 Meisterschaftseinsätzen (+ 1 Tor). Im Sommer 2013 erfolgte der Wechsel zum NK Dubrava Zagreb in die viertklassige 3. NL.
Nach zwei Spielzeiten für den Hauptstadtverein, in denen er auf insgesamt 56 Ligaeinsätze und vier Treffer kam, wechselte er im August 2015  zum Erstligisten Lokomotiva Zagreb, der ihn jedoch prompt an den Zweitligisten NK Sesvete verlieh. Nach sieben Einsätzen für Sesvete in der 2. HNL kehrte er in der Winterpause der Saison 2015/16 zu Lokomotiva zurück. Sein erstes und einziges Spiel für den Verein in der 1. HNL machte er im März 2016, als er am 27. Spieltag gegen Dinamo Zagreb in der 78. Minute für Mirko Marić eingewechselt wurde.
Zur Saison 2016/17 wechselte er zum Zweitligisten NK Lučko Zagreb, für den er in eineinhalb Spielzeiten zu 44 Einsätzen in der 2. HNL kam. In der Winterpause der Saison 2017/18 wechselte Janjiš nach Österreich zum Regionalligisten USV Allerheiligen. In ebenfalls eineinhalb Jahren bei Allerheiligen kam er zu 42 Einsätzen in der Regionalliga. Zur Saison 2019/20 schloss er sich dem Ligakonkurrenten SC Weiz an. In zwei Spielzeiten in Weiz kam er zu 29 Einsätzen in der Regionalliga, in denen er sechs Tore erzielte.
Zur Saison 2021/22 wechselte Janjiš in die Regionalliga Ost zum SV Stripfing. Für Stripfing kam er zu einem Einsatz in der Ostliga. Im Februar 2022 wechselte er zurück in die Steiermark zum fünftklassigen ASK Köflach, für den er jedoch erst ab Sommer 2022 und dem Aufstieg in die steirische Landesliga eingesetzt wurde. Vorrangig in der Landesliga spielend, absolvierte er zu Saisonbeginn 2022/23 auch ein Spiel für die in einer Spielgemeinschaft mit Bärnbach auftretende zweite Mannschaft in der achtklassigen 1. Klasse West.
Im Sommer 2023 kehrte er in die seine Heimat zurück und schloss sich dem NK Dubrava Zagreb an, der zwischenzeitlich den Weg in die zweithöchste Spielklasse gefunden hatte. In der Saison 2023/24 kam er in 29 Ligapartien zum Einsatz, wobei er zwei Tore erzielte und die Saison mit dem Team auf dem sechsten Tabellenplatz beendete. 2024/25 erreichte die Mannschaft Platz 5 im Endklassement; Janjiš kam diesmal in 26 Meisterschaftsspielen zum Einsatz.